# Greigita

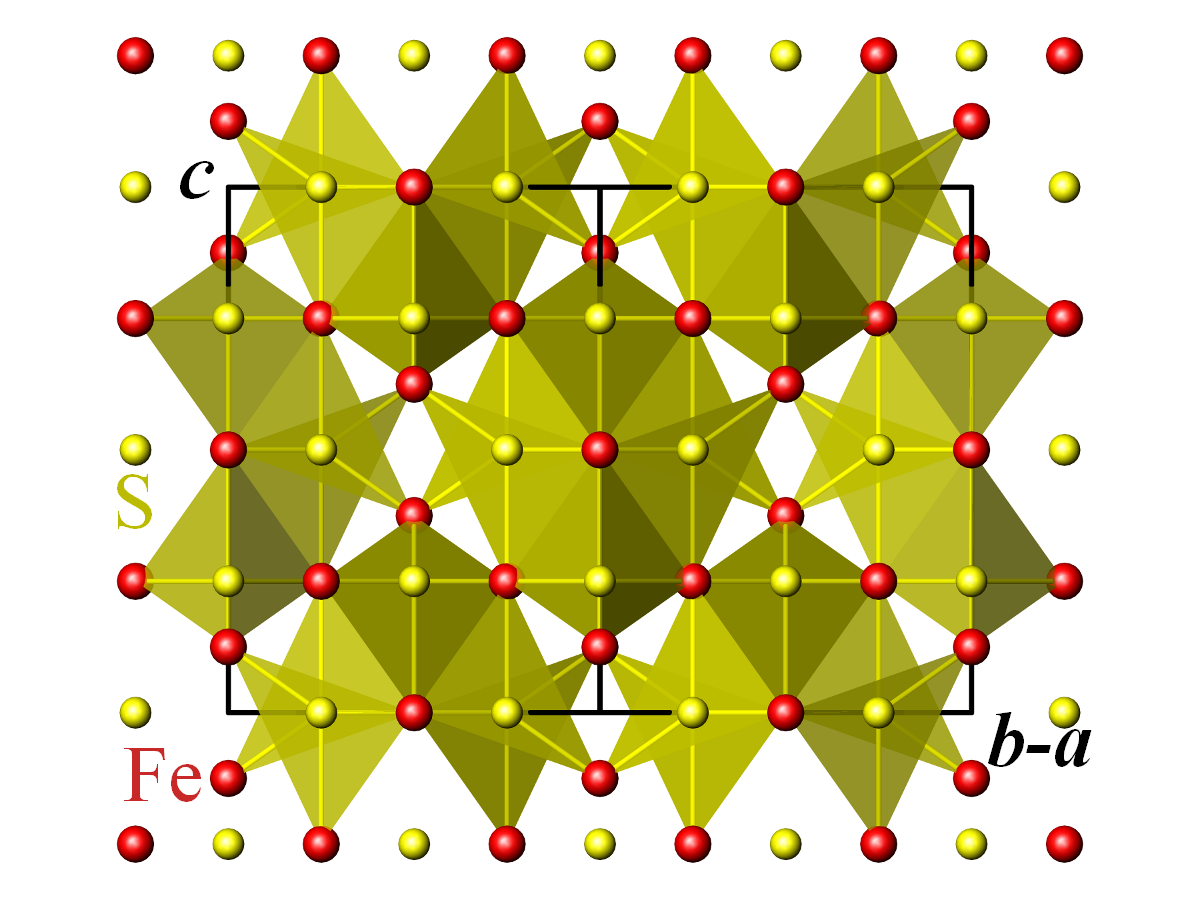
Estructura de la greigita.

La greigita és un mineral de la classe dels sulfurs, que pertany al grup de la linnaeïta. Rep el nom en honor de Joseph Wilson Greig (Ontario, Canadà, 1895 - Lewistown, Pennsilvània, EUA, 22 d'octubre de 1977), mineralogista i químic físic al Laboratori de Geofísica de la Carnegie Institution, Washington, DC, EUA, i més tard a l'estat de Pennsilvània.

## Característiques
La greigita és un sulfur de fórmula química Fe2+Fe3+₂S₄. Es tracta d'una espècie aprovada per l'Associació Mineralògica Internacional, i publicada per primera vegada el 1964. Cristal·litza en el sistema isomètric. La seva duresa a l'escala de Mohs es troba entre 4 i 4,5.
Segons la classificació de Nickel-Strunz, la greigita pertany a «02.D - Sulfurs metàl·lics, amb proporció M:S = 3:4» juntament amb els següents minerals: bornhardtita, carrol·lita, cuproiridsita, cuprorhodsita, daubreelita, fletcherita, florensovita, indita, kalininita, linneïta, malanita, polidimita, siegenita, trüstedtita, tyrrel·lita, violarita, xingzhongita, ferrorhodsita, cadmoindita, cuprokalininita, rodoestannita, toyohaïta, brezinaïta, heideïta, inaglyita, konderita i kingstonita.
L'exemplar que va servir per a determinar l'espècie, el que es coneix com a material tipus, es troba conservat al Museu Nacional d'Història Natural, l'Smithsonian, situat a Washington DC (Estats Units).

## Formació i jaciments
Va ser descoberta a Four Corners, a l'àrea de borats d'East Kramer, dins el Comtat de San Bernardino (Califòrnia, Estats Units). Tot i tractar-se d'una espècie no gaire habitual ha estat descrita en tots els continents del planeta, inclosa l'Antàrtida.